# Црна Скала
Црна Скала представља гранични прелаз на македонско-бугарској граници, односно везу између Делчева, са македонске, и Невестина, са бугарске стране.
Године 2002. је македонска страна утрошила 1,7 милиона евра од продаје Телекома за пробијање и тампонирање десет километара пута од Делчева до Црне Скале. За завршетак и асфалтирање пута потрошено је још толико новца. Ипак, пошто пројекат није почео са бугарске стране, радови су стопирани и на македонској страни.
Предност овог граничног прелаза је та што би његовом изградњом и функционисањем био смањен пут до Ћустендила и Софије за око 40 километара, у односу на деоницу преко Благоевграда.